# Triadobatrachus massinoti
Triadobatrachus és un gènere extint representat per una única espècie d'amfibi, grup que inclou als anurs i taxons relacionats a est.
Va viure al començament del període Triàsic durant l'Induano (fa aproximadament 250 milions d'anys), al territori que actualment és Madagascar. Feia gairebé 10 cm de longitud i retenia moltes característiques primitives, com més vèrtebres (14) que les granotes modernes (5-9), incloent sis vèrtebres caudals en adults. No presentava, a diferència dels anurs, la ràdio i l'ulna fusionades, igual que la tíbia i la fíbula. Probablement nedava amb moviments convulsius de les potes, que després desenvoluparien les poderoses potes saltadores modernes. L'esquelet de Triadobatrachus recorda les modernes granotes, per una xarxa de fins ossos separats per grans obertures. Els seus grans orificis de l'oïda, són una indicació queTriadobatrachus tenia un sistema auditiu desenvolupat.